# Troilius
Troilius, femininum Troilia, är en svensk prästsläkt.

## Historik
Stamfader för ätten är i Gabriel Anreps ättartavlor Truls Larsson som var landbofogde på Tidöns säteri (sedermera slott) hos hertig Karls av Södermanland råd Åke Johansson (Bååt). Han var gift med Emfred Unesdotter, vars far Uno Olofsson, var länsman i Wålsta i Hälsingland och hennes bror var biskop Nicolaus Olai Helsingius. 
Deras son Uno Trulsson (1586-1664) upptog namnet Troilius. Uno Troilius föddes i Hyltinge socken, blev kyrkoherde i Leksand och prost över Österdalarna. Hans hustru var den bekanta Stormor i Dalom, Margareta Zebrozynthia, faster till friherre Nils Burensköld.
Uno Troilius och Stormors son Samuel Troilius (d.ä.) efterträdde fadern som kyrkoherde och prost, och gifte sig med Margaretha Güthrea, dotter till Jacobus Waltheri Güthræus och som på fädernet var släkt med adelsätten Güthrie och vars mor var syster till Andreas Solenblomma från Bureätten. En annan son Zacharias Troilius blev borgmästare i Falun, och i sin tur far till kyrkoherden i Jämshög Olof Troilius (1669-1727) och till kassören i Falun Samuel Troilius (1661-1720) vilken blev stamfar för grenen Troili.
Samuel Troilius den äldres son Olof Troilius var gift med sin kusindotter Helena Gangia vars mor var en Teet. Olof var precis som sin far kyrkoherde och han och Helena fick sonen Samuel Troilius, som blev ärkebiskop år 1758. Ätten som utgick från denne blev adlad med namnet von Troil år 1756 för faderns förtjänster. En brorsdotter till Samuel Troilius, Margareta Troilia (f. 1737), var gift med hovrättsrådet i Svea hovrätt, Per Rangel. Deras son Olof var gift med Hedvig von Post. Både han och hans bror Carl adopterades på ätten von Post, och blev stamfäder till den Rangelska ättegrenen.
Släkten Troilius fortlever med andra ättlingar till Uno Troilius och Stormor. Vissa ättlingar gifte sig med framstående släkter i bergsbruket, och var verksamma inom detta som bland annat bergmästare. Dit hör bergmästarna Samuel Troili d.ä. vid Stora Kopparberget, samt Samuel Troilius och Carl Oskar Troilius vid Nora och Linde bergslager jämte Närke och Västergötland.

## Personer ur släkten
- Uno Troilus (1586–1654), kyrkoherde i Leksand
- Zacharias Troilius (1621–1693), borgmästare i Falun
- Olof Troilius (1661–1732), präst
- Eilert Troilius (1702–1762), postmästare och riksdagsman
- Magnus Troilius (1704–1762), hovpredikant och riksdagsman
- Samuel Troilius (1706–1764), ärkebiskop
- Samuel Troili (1693–1758), ämbetsman
- Carl Oskar Troilius (1813–1899), generaldirektör och riksdagsman
- Uno Troili (1815–1875), porträttmålare
- Einar Troili (1880–1969), företagare
- Carl-Åke Troilius (född 1954), läkare